# Crinodes biedermani
Crinodes biedermani är en fjärilsart som beskrevs av Henry Skinner 1905. Crinodes biedermani ingår i släktet Crinodes och familjen tandspinnare. Inga underarter finns listade i Catalogue of Life.